# Лоуренс, Роберт Генри (младший)
Ро́берт Ге́нри Ло́уренс — мла́дший (англ. Robert Henry Lawrence Jr.; 2 октября 1935, Чикаго, Иллинойс, США — 8 декабря 1967, Авиабаза «Эдвардс», Калифорния, США) — офицер ВВС США и первый чернокожий астронавт США.

## Ранние годы
Лоуренс родился и вырос в Чикаго, штат Иллинойс, посещал начальную школу Хейнс, а в возрасте шестнадцати лет, в 1952 году, окончил среднюю школу Энглвуд. Четыре года спустя, в 1956 году, он окончил Университет Брэдли со степенью бакалавра наук по химии. В Университете, Лоуренс стал членом братства Omega Psi Phi, отличился в качестве командира кадетского отряда ВВС ROTC и получил звание второго лейтенанта по программе резерва ВВС.

## Военно-воздушные силы

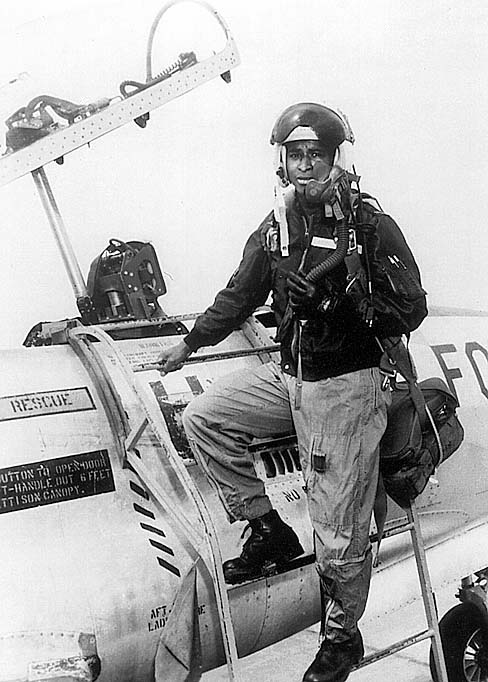
Лоуренс во время своей карьеры в ВВС США

В возрасте 21 года он был назначен пилотом ВВС США после прохождения летной подготовки на базе ВВС Малден, штат Миссури.
В 22 года он женился на Барбаре Кресс, дочери доктора Генри Кресса из Чикаго. К 25 годам он завершил службу в ВВС в качестве пилота-инструктора на учебном самолете Т-33 для ВВС ФРГ.
В 1965 году Лоуренс получил докторскую степень по физической химии в Университете штата Огайо. Его докторская диссертация называлась «Механизм реакции обмена дейтерия с метаном и этаном в газовой фазе, индуцированной бета-лучами трития» (англ. The Mechanism Of The Tritium Beta Ray Induced Exchange Reaction Of Deuterium With Methane and Ethane In The Gas Phase).
Он был старшим пилотом ВВС США, набрав более 2500 летных часов, 2000 из которых пришлись на реактивные самолеты. Лоуренс провел множество испытаний на истребителе Lockheed F-104 Starfighter с целью изучения планерного полета различных космических аппаратов без двигателя, возвращающихся на Землю с орбиты, например, ракетоплана North American X-15. НАСА отметило достижения Лоуренса и данные о маневрах полёта, которые «внесли большой вклад в разработку спейс шаттла».

## Астронавт
"Программа MOL была особенно интересна для Боба, потому что участие в ней давало ему возможность заниматься двумя вещами, которые он любил больше всего — экспериментальной наукой и полетами".
В июне 1967 года Лоуренс успешно окончил школу летчиков-испытателей ВВС США (класс 66B) на базе ВВС Эдвардс, штат Калифорния. В том же месяце он был отобран ВВС США в качестве астронавта в программу ВВС по пилотируемой орбитальной лаборатории (MOL), став первым чернокожим астронавтом в стране.
Лоуренс и другие астронавты MOL рассмеялись, когда их спросили во время объявления: «Вам придется сидеть на заднем сиденье капсулы?». На вопрос, является ли его выбор историческим для расовых отношений в США, Лоуренс ответил: «Нет, я так не думаю. Это еще одна из тех вещей, на которые мы надеемся в области гражданских прав — нормальный прогресс». Он сказал, что сталкивался с проблемами, как и другие чернокожие, но «возможно, мне повезло больше, чем другим в возможностях». Дональд Х. Петерсон, выбранный для MOL вместе с Лоуренсом, сказал, что «я не могу говорить за всех людей в Миссисипи», но он бы не отказался работать с чернокожим человеком.

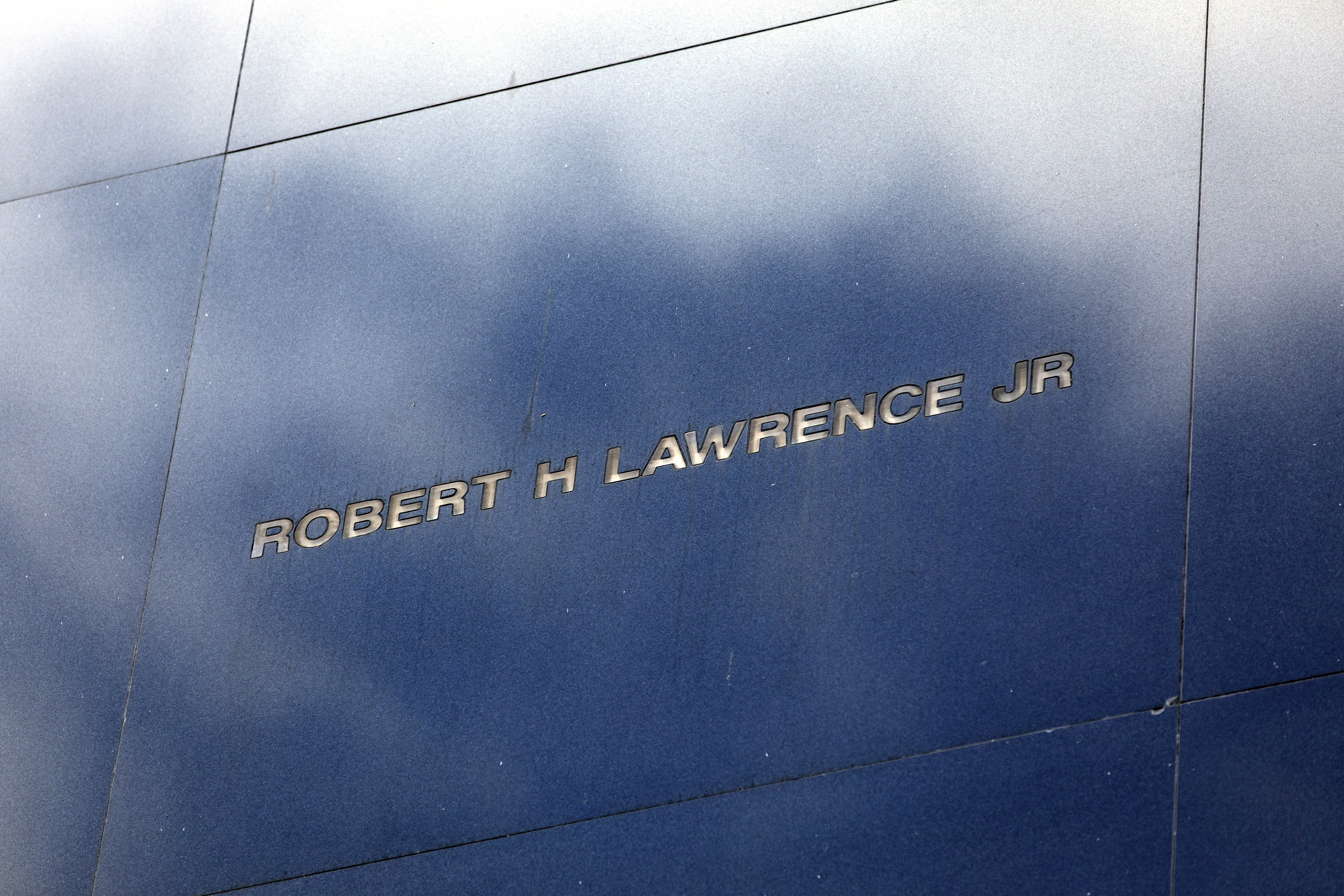
Имя Лоуренса начертано на мемориале «Космическое зеркало»

## Смерть и память
В возрасте 32 лет Лоуренс погиб в авиакатастрофе на базе ВВС Эдвардс 8 декабря 1967 года. Он летел на заднем сиденье F-104 в качестве пилота-инструктора для летчика-испытателя майора Харви Ройера, который осваивал технику крутого снижения. Ройер выполнил такой заход, но слишком поздно закрыл факел.
Самолет сильно ударился о землю, у него отказало основное шасси, он загорелся и перевернулся. Козырек разбился, самолет отскочил и проскочил по взлетно-посадочной полосе на 2000 футов (610 м). Майор Ройер катапультировался вверх и выжил, получив серьезные травмы. Заднее сиденье, которое на мгновение задержалось, чтобы избежать столкновения с передним сиденьем, катапультировалось вбок, мгновенно убив Лоуренса. Он все еще был пристегнут к катапультному креслу; его парашют не раскрылся, и его протащило на 75 футов (23 м) от места крушения.
Если бы Лоуренс остался жив, он, вероятно, был бы в числе астронавтов MOL, которые после ликвидации MOL стали астронавтами 7-й группы НАСА, и все они летали на спейс шаттле.
За свою короткую карьеру Лоуренс был награжден «Похвальной медалью» и медалью «За выдающиеся заслуги перед подразделением». 8 декабря 1997 года его имя было занесено на мемориал «Космическое зеркало» в Космическом центре имени Кеннеди во Флориде.
В его честь был назван 13-й космический корабль Northrop Grumman Cygnus, запущенный 15 февраля 2020 года.
Художник Таварес Стрэкан посвятил Лоуренсу свою спутниковую скульптуру ENOCH, запущенную в 2018 году.
В 2020 году НАСА включило Лоуренса в группу из 27 астронавтов-первопроходцев- афроамериканцев, латиноамериканцев и коренных американцев, в честь которых будут названы астероиды. Астероид, Robertlawrence 92892, расположен в главном поясе астероидов между Марсом и Юпитером.